# Графгорст (Нідерланди)
Графгорст (нід. Grafhorst) — місто в нідерландській провінції Оверейсел. Входить до муніципалітету Кампен.
Його площа становить 1,57 км², а населення станом на 2021 рік складало 1 030 осіб.
Перша згадка про населений пункт датується 1277 роком.
До 1937 року мало статус окремого муніципалітету.

## Галерея

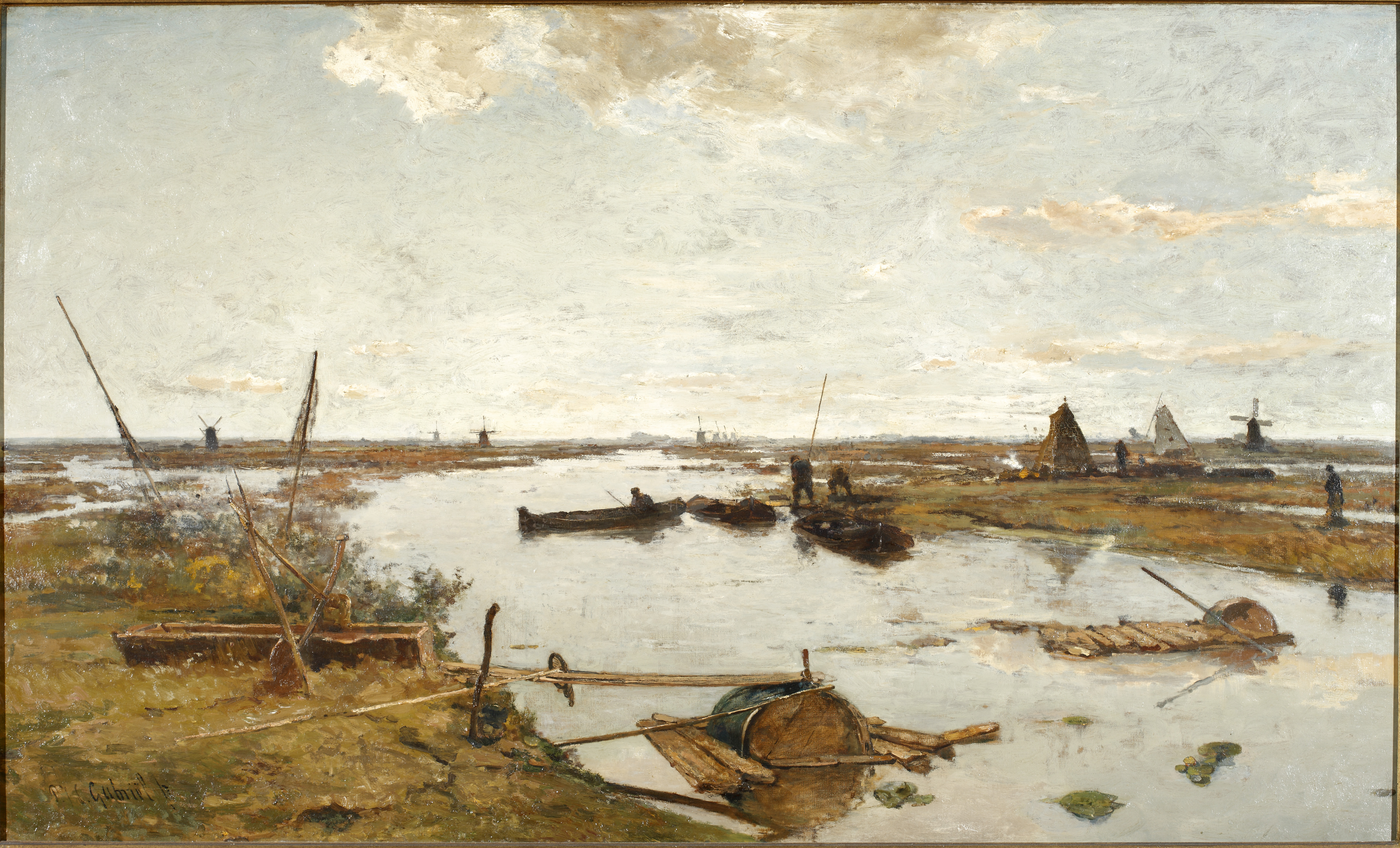
Видобуток торфу поблизу міста